# Před polednem
Před polednem je zpravodajský pořad České televize, vysílaný v letech 2008–2011 na ČT24.

## O pořadu
Pořad Před polednem byl vysílán od 9.15 do 11.00, později – od roku 2009 – až do 11.30. V rámci pořadu byl v 10.40 vysílán dvacetiminutový blok Světadíl, který byl jako samostatný pořad reprízován na ČT24 v nočních hodinách. Pořad se skládal z rozhovorů k aktuálním českým i zahraničním tématům. Každou půlhodinu se v pořadu objevovala desetiminutová zpravodajská relace složená ze zpráv, sportu a předpovědi počasí. Součástí pořadu Před polednem byl také zahraniční tisk, ekonomické a burzovní zprávy, A Phrase A Day (v českém překladu Fráze dne, blok obsahující kurz angličtiny) a Rendez-vous (interview s hostem).
V pozici moderátora se vystřídalo mnoho tváří České televize, jako například František Lutonský, Patricie Strouhalová, Jakub Železný či Veronika Paroulková. V dubnu 2011 bylo vysílání pořadu pod názvem Před polednem ukončeno a nahrazeno dopoledním blokem Studia ČT24.
Do roku 2007 byl v dopoledním vysílání ČT24 zařazen jiný pořad se totožným názvem Před polednem. Ten byl vysílán od 11.30 do 12.00, trval tedy pouze 30 minut, a obsahoval rozhovory pouze k jednomu tématu.